# La sabatilla i la rosa
La sabatilla i la rosa (títol original en anglès: The Story of Cinderella o The Slipper and the Rose: The Story of Cinderella) és una pel·lícula musical i de fantasia britànica dirigida per Bryan Forbes, estrenada el 1976. Ha estat doblada al català. El film és una adaptació del conte tradicional de La Ventafocs.

## Argument
En el petit regne d'Euphrania, el Rei i la seva cort esperen ansiosos que el príncep Eduard es casi. Però el jove vol casar-se per amor i no per obligació. Després de la mort del seu pare, la Ventafocs es converteix, a la seva pròpia casa, en la criada de la seva madrastra i de les seves germanastres. Però la seva fada l'ajudarà en les seves dures tasques domèstiques i, a més, aconseguirà que assisteixi a una festa a palau i conegui el príncep. Tanmateix, quan la màgia desapareix, l'única prova que Eduard té de l'existència de la Ventafocs és una petita sabata de cristall amb què intentarà localitzar-la.

## Repartiment
- Gemma Craven: Cendrillon
- Richard Chamberlain: príncep Édouard
- Margaret Lockwood: la sogra
- Michael Hordern: el Rei
- Lally Bowers: la Reina
- Edith Evans: Dowager
- Annette Crosbie: la fada padrina
- Kenneth More: El Lord
- Christopher Gable: Jean
- Julian Orchard: el Duc de Montaigu
- Rosalind Ayres: Anastàsia
- Sherrie Hewson: Javotte
- Norman Bird: el Propietari d'una botiga de roba

## Guardons[calcitació]

### Premis
- Premi Evening Standard British Film a la millor actriu (Annette Crosbie)

### Nominacions
- Oscar a la millor cançó 1978 per Robert B. Sherman, Richard M. Sherman
- Oscar a la millor banda sonora per Angela Morley, Robert B. Sherman, Richard M. Sherman
- Saturn Award al millor film fantàstic 1978
- BAFTA a la millor música 1978 (Robert B. Sherman, Richard M. Sherman)
- BAFTA al millor vestuari (Julie Harris)
- BAFTA a la millor direcció artística (Ray Simm)
- BAFTA al millor actor secundari (Michael Hordern)
- BAFTA a la millor actriu secundària (Annette Crosbie)
- Globus d'Or a la millor pel·lícula estrangera
- Globus d'Or a la millor banda sonora (Robert B. Sherman, Richard M. Sherman)